# Togölen (Ronneby socken, Blekinge)
Togölen är en sjö i Ronneby kommun i Blekinge och ingår i Ronnebyåns huvudavrinningsområde.